# Panamerikanische Spiele 2023/Pelota
Bei den Panamerikanischen Spielen 2023 in der chilenischen Hauptstadt Santiago de Chile fanden vom 31. Oktober bis 5. November 2023 im Pelota insgesamt acht Wettbewerbe statt, davon je vier bei den Männern und bei den Frauen. Austragungsort war das Estadio Español de Las Condes.
Erfolgreichste Nation war Mexiko, dessen Sportler sechs Gold- und zwei Silbermedaillen gewannen. Damit sicherten sie sich auch die meisten Medaillen aller gestarteten Nationen. Die übrigen Wettbewerbe gewannen Spieler aus Argentinien, die darüber hinaus noch je zwei Silber- und Bronzemedaillen gewannen.

## Bilanz

### Medaillenspiegel
| Platz  | Land               | Gold | Silber | Bronze | Gesamt |
| ------ | ------------------ | ---- | ------ | ------ | ------ |
| 1      | Mexiko             | 6    | 2      | —      | 8      |
| 2      | Argentinien        | 2    | 2      | 2      | 6      |
| 3      | Kuba               | —    | 2      | —      | 2      |
| 4      | Uruguay            | —    | 1      | 1      | 2      |
| 5      | Vereinigte Staaten | —    | 1      | —      | 1      |
| 6      | Chile              | —    | —      | 4      | 4      |
| 7      | Brasilien          | —    | —      | 1      | 1      |
| Gesamt | Gesamt             | 8    | 8      | 8      | 24     |

### Medaillengewinner
Männer
| Disziplin        | Gold                               | Silber                           | Bronze                          |
| ---------------- | ---------------------------------- | -------------------------------- | ------------------------------- |
| Trinquete Doppel | Facundo Andreasen Alfredo Villegas | Arturo Rodríguez Daniel García   | Julián Stabon Esteban Romero    |
| Frontón Einzel   | Isaac Pérez                        | Federico Fernández               | Renato Bolelli                  |
| Frontenis Doppel | Isaac Cruz Jorge Olvera            | Osmar Espinoza Salvador Espinoza | Lorenzo Cardozo Emiliano García |
| Frontball        | David Álvarez                      | Cristian Abreu                   | Filipe Otheguy                  |

Frauen
| Disziplin        | Gold                         | Silber                       | Bronze                         |
| ---------------- | ---------------------------- | ---------------------------- | ------------------------------ |
| Trinquete Doppel | María García Cynthia Pinto   | Dulce Figueroa Laura Puentes | Sofía Vicente Agustina Cuestas |
| Frontón Einzel   | Marifer Noriega              | Sabrina Andrade              | Rosario Valderrama             |
| Frontenis Doppel | Ximena Placito Ariana Cepeda | Daniela Darriba Wendy Durán  | Magdalena Muñoz Natalia Bozzo  |
| Frontball        | Itzel Reyes                  | Leonella Acosta              | Micaela Cortéz                 |